# Glob
Globy jsou v oblasti programování řetězce obsahující žolíkový znak a řetězec. Vytváření globů se nazývá globování. Například příkaz v programovacím jazyce Bash mv *.txt textfiles/ přesune všechny txt soubory z aktuálního adresáře do adresáře textfiles. V tomto případě je * žolíkový znak pro jakýkoli řetězec znaků vyjma znaku /, část *.txt je glob. Dalším běžným zástupným znakem je otazník (?), který zastupuje jeden znak. Například mv ?.txt shorttextfiles/ přesune všechny txt soubory pojmenované jedním znakem z aktuálního adresáře do adresáře shorttextfiles, zatímco ??.txt bude odpovídat všem textovým souborům, jejichž název se skládá ze 2 znaků.
Kromě shody názvů souborů se globs také široce používají pro porovnávání libovolných řetězců (shoda zástupných znaků). V této funkci je společným rozhraním fnmatch.

## Původ

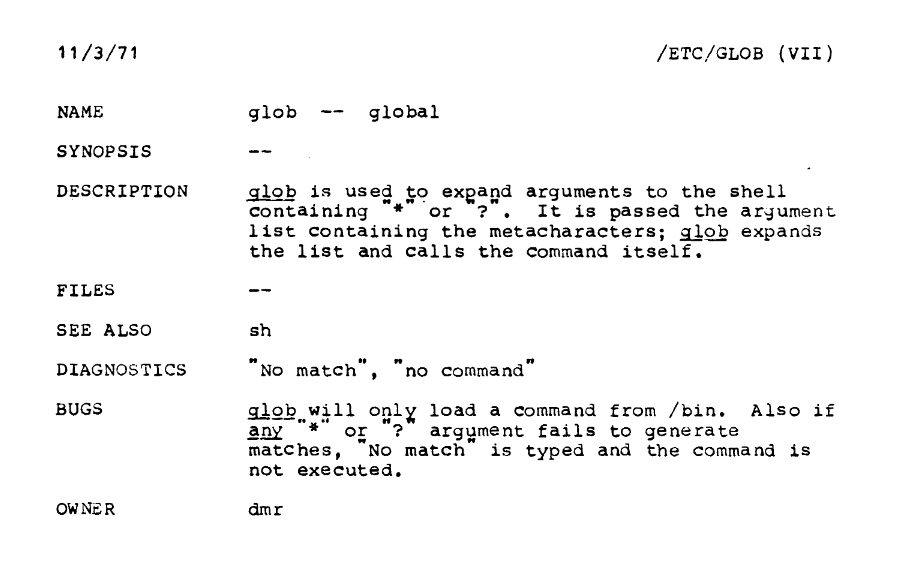
Snímek obrazovky původní referenční stránky Unixu z roku 1971 pro glob

Příkaz glob, zkratka pro global (česky globální), pochází z nejstarších verzí Unixu. Interpreti příkazů raných verzí Unixu (1. až 6. vydání, 1969–1975) se spoléhali na samostatný program pro rozšíření zástupných znaků v argumentech bez uvozovek na příkaz glob. Tento program provedl rozšíření a dodal rozšířený seznam cest k souboru příkazu k provedení.
Glob byl původně napsán v programovacím jazyce B. Později byla tato funkce přidána do knihovny programovacího jazyka C. Tuto funkci ve formátu glob(), používají programy jako je shell. Obvykle je definována na základě funkce s názvem fnmatch(), která testuje, zda řetězec odpovídá danému vzoru – program používající tuto funkci pak může iterovat řadu řetězců (obvykle názvy souborů), aby určil, které z nich jsou si rovny. Obě funkce jsou součástí dokumentace POSIX: funkce definované v POSIX.1 od roku 2001 a syntaxe definovaná v POSIX.2.
Globy nanehrazují unixové označení skrytých souborů. Pokud má glob zahrnout i skrytý soubor, který bývá na začátku označen znakem tečka, musí se před zástupný znak vložit také znak .. Například * odpovídá všem viditelným souborům, zatímco .* odpovídá všem skrytým souborům.

## Syntax
Nejběžnější žolíkové znaky jsou *, ? a [něco].
| Žolíkový znak | Popis                                                                                  | Příklad | Odpovídá                        | Neodpovídá                           |
| ------------- | -------------------------------------------------------------------------------------- | ------- | ------------------------------- | ------------------------------------ |
| *             | odpovídá libovolnému počtu libovolných znaků včetně žádného                            | řád*    | řád, řády, řád a neřád          | neřád, ád                            |
| *             | odpovídá libovolnému počtu libovolných znaků včetně žádného                            | *řád*   | řád, řády, řády a neřády, neřád | řá                                   |
| ?             | odpovídá libovolnému jednotlivému znaku                                                | ?es     | Pes, pes, bes                   | es, náves, eso                       |
| ???           | odpovídá libovolným třem znakům                                                        | ???es   | náves, 256es, a pes             | pes, es, maxipes                     |
| [abc]         | odpovídá jednomu znaku uvedenému v závorce                                             | [PV]es  | Pes, Ves                        | pes, ves, PVes, Les, les, náves, Eso |
| [a-z]         | odpovídá jednomu znaku z rozsahu (závislého na národním prostředí) uvedeného v závorce | [a-z]es | aes, bes, ces, čes až zes       | žes, es, a pes                       |

Obvykle se znak oddělovače cesty (/ na Linuxu/Unixu, MacOS atd. nebo \ na Windows) nikdy nebude shodovat. Některé shelly, jako je Bash, mají funkce, které uživatelům umožňují toto obejít.

### Systémy na bázi Unix
Na systémech podobných Unixu fungují znaky * a ? tak, jak je uvedeno výše, zatímco řetězec [něco] má dva další významy:
| Žolýkový znak | Popis                                                            | Příklad  | Odpovídá                 | Neodpovídá    |
| ------------- | ---------------------------------------------------------------- | -------- | ------------------------ | ------------- |
| [!abc]        | odpovídá jednomu znaku, který není uveden v závorce              | [!P]es   | les, Les, pes            | Pes           |
| [!a-z]        | odpovídá jednomu znaku, který není z rozsahu uvedeného v závorce | [!c-z]es | aes, bes, žes, es, a pes | ces, pes, les |

Rozsahy mohou také zahrnovat předdefinované třídy znaků, třídy ekvivalence pro znaky s diakritikou a symboly řazení pro znaky, které se obtížně zadávají. Jsou definovány tak, aby odpovídaly hranatým závorkám v regulárních výrazech standardu POSIX.
Unixové globování je řešeno shellem podle POSIXu. Globuje se s názvy souborů na příkazovém řádku a v shellových skryptech.  Příkaz case v shellu nařízený POSIXem poskytuje porovnávání vzorů pomocí vzorů glob.
Některé shelly (jako je C shell a Bash) podporují další syntaxi známou jako alternace nebo expanze složených závorek. Protože to není součástí syntaxe glob, není poskytováno v case. Rozbaluje se pouze na příkazovém řádku před globováním.
Shell Bash také podporuje následující rozšíření:
- Rozšířené globování (extglob): umožňuje použití jiných operátorů pro párování vzorů s více výskyty vzoru uzavřeného v závorkách, což v podstatě poskytuje chybějící kleene hvězdu a alternaci pro popis regulárních jazyků. Lze jej povolit nastavením možnosti extglob shell. Tato možnost pochází z Korn shellu verze 3.[9] GNU fnmatch a glob mají totožné rozšíření.[3]
- globstar: umožňuje, aby ** jako komponenta názvu rekurzivně odpovídala libovolnému počtu vrstev neskrytých adresářů.[9] Podporováno také knihovnami Javascriptu a globováním v Pythonu[10].